# پازدن
پازدن یکی از بخش های ورزش باستانی است.
ورزش باستانی شامل سه بخش می‌شود به ترتیب: شنا، میل و پا.
پیش از آغاز پازدن میاندار در میان گود می‌ایستد و ورزشکاران پیرامون او گرد می‌آیند. نخست پای آرامی می‌زنند که به آن پای چمنی می‌گویند و آن چنین است که ورزشکار پنجه یک پا را اندکی از زمین بلند می‌کند و بر روی پنجه پای دیگر، خود را تکان می‌دهد و به آرامی پیش و پس می‌رود.
پا زدن در زورخانه چندمرحله دارد: 
- مرحله ی اول: پای ضربدری یا چکشی است که از اسمش مشخص است که ورزشکار پاها را ضربدری گذاشته و جلو و عقب میرود.
- مرحله ی دوم: پای شاطری یا چمنی گفته می‌شود که همان دویدن درجا است اما به صورت پهلوانی و با ریتم ضرب مرشد همراه است که در بین این پا ورزشکاران به ترتیب از سادات سپس پیشکسوتان تا مبتدیان از مرشد و میاندار رخصت گرفته و می‌چرخند. در این پا باید چرخی بین چرخ تیز و چمنی زد ولی در مسابقات باید چرخ چمنی زده شود.
- مرحله ی سوم: میانکوب یک، دو، سه پای شاطری است که با ریتم مرشد پس از چند ثانیه پای شاطری زدن یک تا سه میانکوب به ترتیب زده می شود.
- مرحله ی چهارم: پای تبریزی است که همان ریتم پای شاطری میانکوب را دارد اما به جای میانکوب یک پا به بالا می آید که چرخ مخصوص خود را نیز دارد. در گذشته قبل از این مرحله پای چپ و راست یا شیرازی یا کرمانشاهی بوده است که امروزه در پا زدن ممنوع شده و آن رو به عنوان نرمش در قسمت شنا می‌روند.
- مرحله ی پنجم: پای لا فتا یا یا فتاح است که ورزشکار با ریتم مرشد سه بار می‌پرد و یک مکث کوتاه می‌کند و دوباره این کار را می‌کند که این قسمت هم چرخ خود را دارد. همیچنین این مرحله را نیز می‌توان بعد از پای میانکوب شاطری زد.
- پای آخر: ورزشکار روی پنجه‌های دو پا می‌ایستد و با آواز مرشد تند و پشت سر هم پاها را بلند می‌کند و یکی پس از دیگری به عقب می‌برد و باز می‌گرداند، گویی دونده‌ای است که در جای خود ایستاده‌است و پیش نمی‌رود. همان پای شاطری است که ریت تندتری دارد و ورزشکاران میتوانند در آن چرخ تیز بیایند.

## منبع
- سایت فرهنگسرا